# Бой при Брезник
Боят при Брезник от 6 ноември 1885 година е бой по време на Сръбско-българската война, завършил с разгром на българския Радомирски отряд от сръбската Моравска дивизия. Това тактическо поражение на българите се тълкува като стратегически успех, спомогнал за победата в Сливнишкото сражение ден по-късно.

## Предистория
Брезник пада в сръбски ръце на четвъртия ден от войната – 5 ноември. Градът е зает от Моравската дивизия, която действа като заслон за настъплението на главните сръбски сили по направлението Пирот — София. Същия ден те се натъкват на неочаквано силна съпротива при Сливница. Обезпокоени от българските контраатаки, главнокомандващият крал Милан и началникът на щаба на Нишавската армия полковник Йован Петрович нареждат на дивизията да ускори настъплението си в обход на Сливнишката позиция от югоизток.
Българското командване предугажда този ход, но няма достатъчно сили за противодействие, тъй като до сръбското нападение повечето от войските му са разположени на турската граница в Тракия и към 5 ноември са все още на път към столицата. При това положение началникът на щаба капитан Рачо Петров нарежда на най-близката до Брезник българска войска – Радомирския отряд (два батальона на 2-ри струмски полк в силно намален след пограничните боеве състав, местното необучено опълчение и други части), да атакува и задържи Моравската дивизия. В помощ от София е изпратена и една батарея от 4 оръдия, но тя не успява да пристигне навреме и отрядът е принуден да влезе в бой без нито едно оръдие.

## Боят
В изпълнение на заповедта, на 6 ноември сутринта командирът на Радомирския отряд капитан Стефан Кисов насочва войниците си към височините Свети Никола и Света Троица, южно от Брезник, заети от сръбския ариергарден батальон с една батарея. Боят започва в момент, когато основните сили на Моравската дивизия вече изкачват Вискяр на десетина километра от Сливнишките укрепления. Българското нападение заставя началника на дивизията, полковник Петър Топалович, да ги върне обратно към Брезник, съсредоточавайки срещу Радомирския отряд шест батальона, един ескадрон и три батареи. Преди българите да достигнат Свети Никола, придошлите сръбски подкрепления започват да ги заграждат от две страни. По тази причина капитан Кисов нарежда на войските си да отстъпят. Под обстрела на сръбската артилерия българите започват да се оттеглят в ред, но, преследвани от близо, скоро се пръсват.
Започнал по пладне, боят приключва три часа по-късно с пълен разгром на Радомирския отряд. В убити, ранени и пленени загубите на българите са около 300 души. От останалите Кисов успява да събере около 500 войници. С тях той отстъпва към Самоков, тъй като сръбската кавалерия в Перник прегражда пътя му към София. Въпреки това Топалович подновява настъплението към Сливница едва на следващия ден (7 ноември), след като удвоява ариергарда си в Брезник. Българското командване използва спечеленото време и отслабването на Моравската дивизия, за да съсредоточи повече войски и да я разгроми в боя при Гургулят.